# Cerkiew Przemienienia Pańskiego w Dmitrowiczach
Cerkiew Przemienienia Pańskiego – prawosławna cerkiew parafialna w Dmitrowiczach na Białorusi, w dekanacie kamienieckim eparchii brzeskiej i kobryńskiej Egzarchatu Białoruskiego Patriarchatu Moskiewskiego. Cerkiew znajduje się w centrum miejscowości.

## Historia
Cerkiew została zbudowana w 1786 r. z drewna w stylu regionalnym. Początkowo była to świątynia unicka.

## Architektura
Cerkiew zbudowana została na planie prostokąta, orientowana. Obiekt posiada dwuspadowy dach a na nim jedną cebulastą kopułę zwieńczoną krzyżem, ganek nad którym widnieje ikona patronalna, prezbiterium i apsydę. Świątynia jest zdobiona gzymsami i dwiema lukarnami. Nieopodal budynku stoi wolnostojąca dzwonnica.

## Wnętrze
We wnętrzu znajduje się niewysoki ikonostas. W cerkwi zachowały się dwie ikony przedstawiające Hodigitrię z XVIII w. 